# Лениздат
«Ленизда́т» — советское и российское многопрофильное универсальное издательство. Образовано в 1930 году как «Леноблиздат», в 1938 году на базе Ленокогиза (Ленинградского отделения КОГИЗ) преобразовано в «Лениздат» (издательство Ленинградского обкома КПСС до конца 1991 года). После 1991 года ФГУП «Издательско-полиграфический комплекс „Лениздат“». В 2009 году преобразовано в «Ленинградское издательство».

## Предшественники

Рекламный плакат СССР «Ленгиз»

- 1917 — Издательство Петроградского Совета
- 1919—1923 — Петрогосиздат
- 1924—1933 — Ленгиз
- 1934—1937 — Ленокогиз

## В СССР
Пятиэтажное с акцентированным первым этажом здание по Фонтанке, № 59 было возведено в 1964 году по проекту архитекторов В. Ф. Хрущёва и С. И. Неймарка. Перед ними стояла чрезвычайно сложная задача — спроектировать крупный издательско-типографский комплекс и, главное, вписать его в историческую застройку, которая частично складывалась при участии самого К. И. Росси.
Основным направлением был выпуск массово-политической литературы, но выпускался весь ассортимент печатной продукции, включая книги, журналы и газеты, например, широко известная «Красная газета» с приложениями. В состав издательства входило 5 типографий; крупнейшая — «Типография имени В. Володарского» — продолжавшая работать и во время блокады 1941—1944, вошла в состав Лениздата в 1948 году.
С 1963 года Лениздат имел отделения в Новгороде и Пскове. В системе Госкомиздата СССР в 1980-х гг. издательство Лениздат сначала являлось республиканским издательством РСФСР двойного подчинения, а в 1981 году стало центральным и вошло в главную редакцию общественно-политической литературы. В 1979—1990 гг. показатели издательской деятельности издательства были следующие:
|                                       | 1979     | 1980     | 1981     | 1985     | 1987     | 1988     | 1989     | 1990     |
| ------------------------------------- | -------- | -------- | -------- | -------- | -------- | -------- | -------- | -------- |
| Кол-во книг и брошюр, печатных единиц | 231      | 226      | 242      | 290      | 277      | 264      | 243      | 212      |
| Тираж, млн экз.                       | 13,0555  | 14,9501  | 15,9521  | 26,2985  | 27,4526  | 33,7945  | 30,9884  | 26,1066  |
| Печатных листов-оттисков, млн         | 221,9271 | 253,8939 | 240,1736 | 366,7177 | 385,6613 | 431,2338 | 447,9358 | 408,2604 |

Также Лениздат печатал центральные газеты с матриц, которые доставлялись из Москвы.

### Серии
- Библиотека молодого рабочего
- Библиотека революционных мемуаров
- Выдающиеся деятели науки и культуры в Петербурге-Петрограде-Ленинграде
- Зодчие нашего города
- Мастера русской прозы XX века
- Повести ленинградских писателей
- Туристу о Ленинграде
- Школьная библиотека
- Школьная библиотека с логотипом «Бегунок»

## После 1991
После 1991 года дела издательства быстро пришли в упадок. В 1996 году было издано 45 книг и брошюр общим тиражом 736 тыс. экз. 19 сентября 2007 года комплекс зданий «Лениздата» площадью 30 тыс. м² на набережной реки Фонтанки, 59, был продан Федеральным агентством по управлению федеральным имуществом. Покупателем стал «Стройинвест», предложивший около 19 млн $.
В 2003 году сменилось руководство издательства: директором стал А. Сазонов, главным редактором А. Сидорович. Они переориентировали издательство на выпуск массовой фантастики. В 2009 году Лениздат был ликвидирован, а на его базе создано «Ленинградское издательство» (ныне Издательский дом «Ленинград»).

### Серии
- Библиотека Лениздата
- Ведун
- Боевая фантастика
- Историческое фэнтези
- Боевое фэнтези
- Легион

## Директора издательства
- Попов, Леонид Васильевич
- Боковня, Виктор Иванович (1995—1998)[14]
- Сазонов, Алексей Викторович

## Галерея

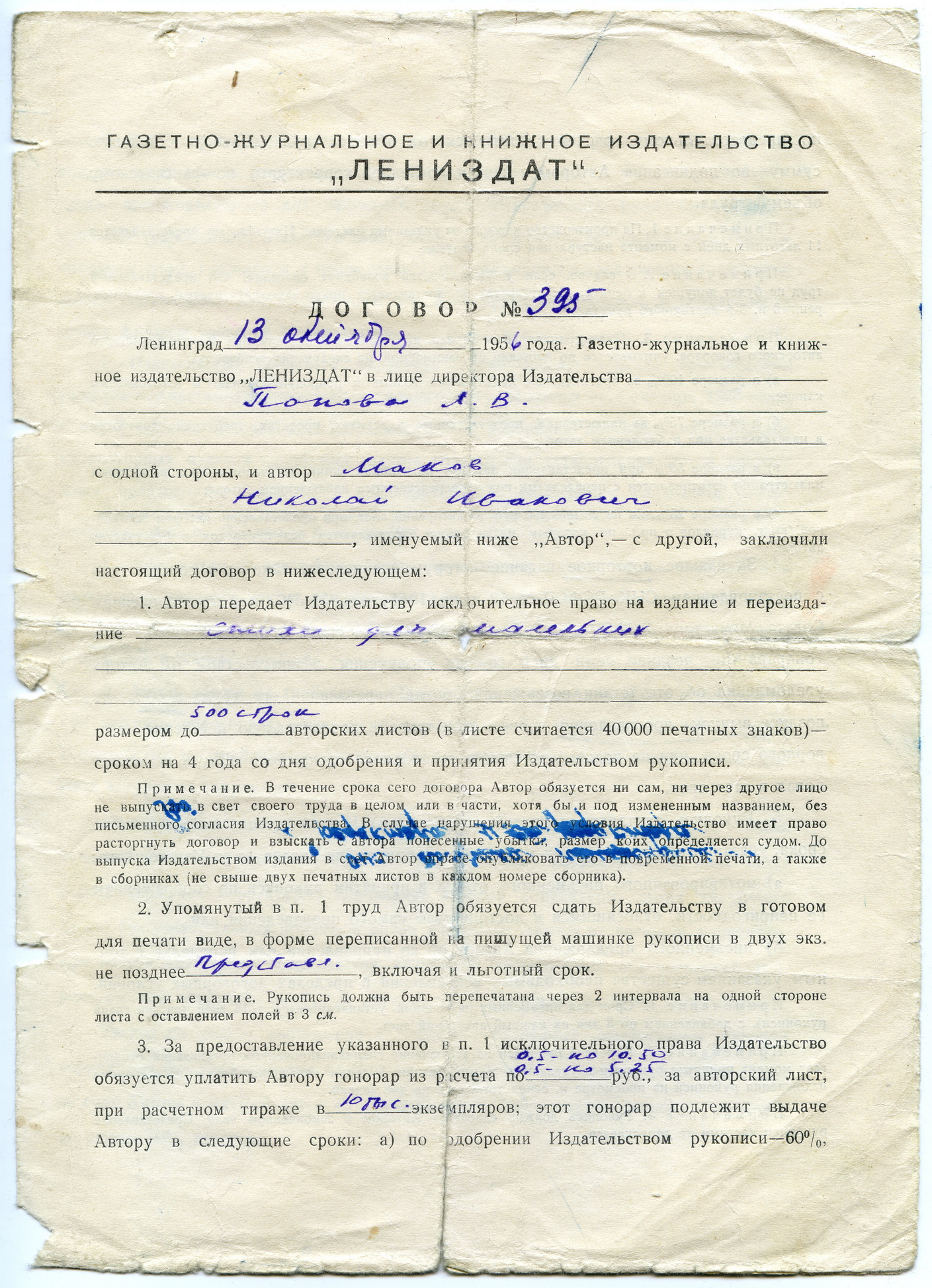
Договор с автором, 1956 г., первая страница
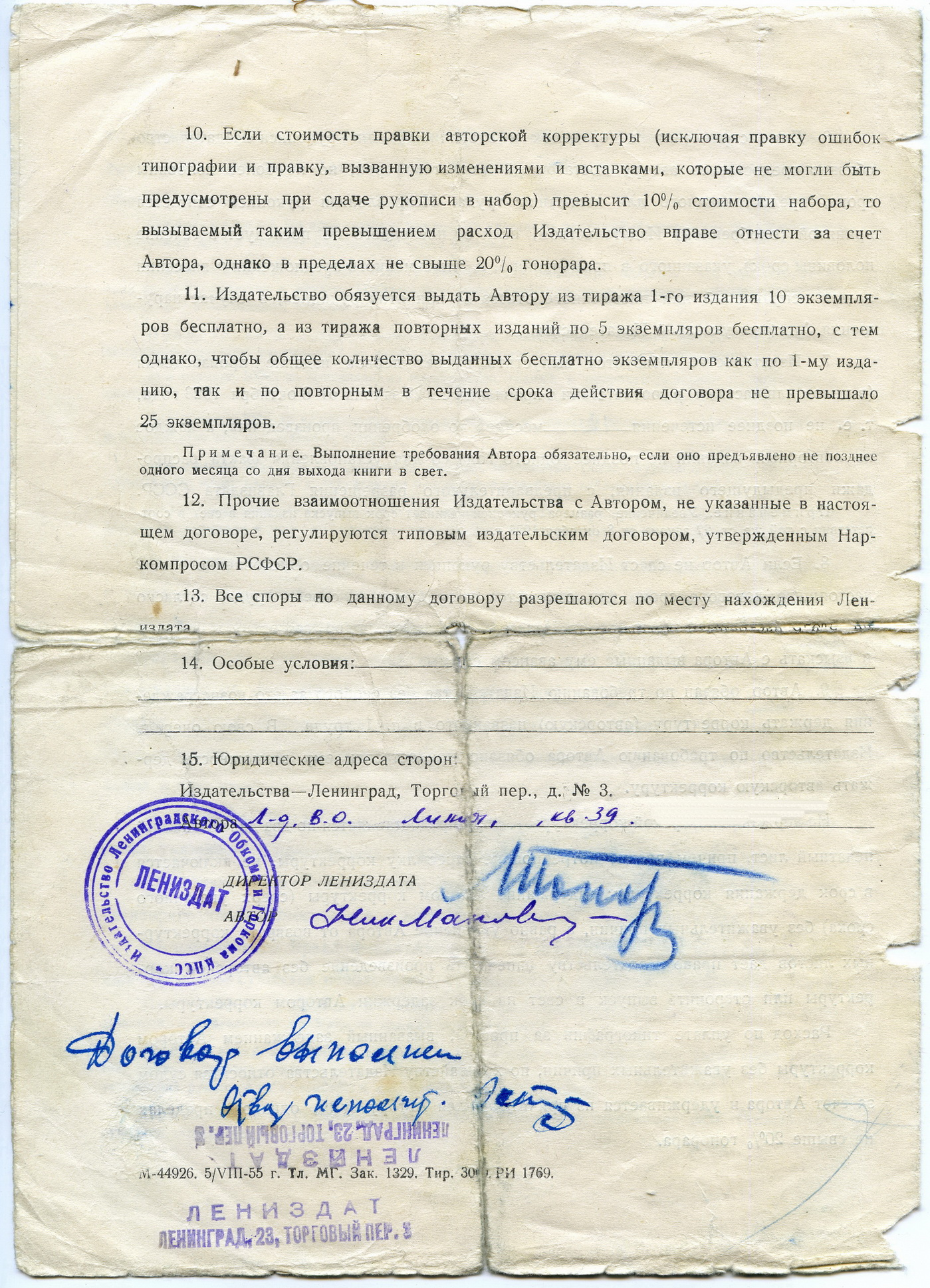
Договор с автором, 1956 г., подписи, печать